# Авансування колгоспників
Авансува́ння колго́спників — видача частини належної колгоспникам на трудодні оплати до остаточного розподілу доходів колгоспу. Авансування було однією з важливих умов додержання принципу матеріальної заінтересованості колгоспників у розвитку колгоспного виробництва і правильного поєднання громадських і особистих інтересів у колгоспах, а також важливим стимулом зміцнення трудової дисципліни, підвищення продуктивності праці.

## Історія
У 1935 року на ІІ Всесоюзному з'їзді колгоспників-ударників було прийнято Примірний статут сільськогосподарської артілі, стаття 16 якого передбачала авансування колгоспників. Статут було затверджено Радою народних комісарів СРСР та ЦК ВКП(б) 17 лютого того ж року.
У директивах ХХ з'їзду КПРС, що відбувся у Москві 14–25 лютого 1956 року, по шостому п'ятирічному плану розвитку народного господарства СРСР усім колгоспам рекомендувалося щироко застосовувати щомісячне авансування колгоспників.
6 березня 1956 року ЦК КПРС і Радою Міністрів СРСР було прийнято постанову «Про щомісячне авансування колгоспників і додаткову оплату праці в колгоспах», яка рекомендувала колгоспам за рішенням загальних зборів видавати колгоспникам на трудодні не менше 25 % грошових доходів, фактично одержаних від усіх галузей господарства, і 50 % грошових авансів, виданих організаціями, що провадять заготівлі сільськогосподарської продукції.
Держбанк за вимогою колгоспів зараховував ці кошти на окремий поточний рахунок, з якого вони витрачалися тільки для авансування та для розподілу на трудодні.
В статутах колгоспів, зокрема в Україні, передбачалося як грошове, так і натуральне авансування, а також утворення грошових та продовольчих перехідних фондів, що забезпечували видачу авансів протягом усього року. У багатьох колгоспах встановлювалися гарантовані розміри авансів, поступово запроваджувалася оплата праці на основі грошових розцінок без трудоднів.
Така форма оплати праці проіснувала в колгоспах до введення гарантованої щомісячної у 1969 році.